# Американська дорога
«Американська дорога» (англ. The Yankee Way) — американська комедійна драма режисера Річарда Стентона 1917 року.

## У ролях
- Джордж Волш — Дік Мейсон
- Енід Маркі — принцеса Алексія
- Джозеф Дж. Даулінг — полковник Мейсон
- Чарльз Едлер — «Койот» Джонс
- Джеймс О'Ши — Джеймс O'Мейллі
- Едвард Седжвік — Роберт Гіллетт
- Фріц фон Гарденберг — барон Маравіч
- Едвард Сесіл — граф Вортскі
- Том Вілсон — Джордж Вашингтон Браун